# Sykes' nachtzwaluw
Sykes' nachtzwaluw (Caprimulgus mahrattensis) is een vogel uit de familie van de nachtzwaluwen (Caprimulgidae). De Nederlandse naam verwijst naar de Britse onderzoeker William Henry Sykes die deze vogel in 1832 voor het eerst beschreef.

## Verspreiding en leefgebied
De broedgebieden van de Sykes' nachtzwaluw liggen in Zuid-Afghanistan, Zuid-Iran, het uiterste noordoosten van India en in heel Pakistan. In de winter trekt deze vogel naar het oosten van India; dwaalgasten worden ook op het Arabisch Schiereiland aangetroffen.

## Status
Sykes' nachtzwaluw heeft een groot verspreidingsgebied en daardoor is de kans op uitsterven gering. De grootte van de populatie is niet gekwantificeerd. De vogel is plaatselijk algemeen en er is geen aanleiding te veronderstellen dat de soort in aantal achteruit gaat. Om deze redenen staat deze nachtzwaluw als niet bedreigd op de Rode Lijst van de IUCN.